# Загроби (Лодзинське воєводство)
Загроби (пол. Zagroby) — село в Польщі, у гміні Жихлін Кутновського повіту Лодзинського воєводства.
Населення — 64 особи (2011).
У 1975-1998 роках село належало до Плоцького воєводства.

## Демографія
Демографічна структура станом на 31 березня 2011 року:
|          | Загалом | Допрацездатний вік | Працездатний вік | Постпрацездатний вік |
| -------- | ------- | ------------------ | ---------------- | -------------------- |
| Чоловіки | 28      | 8                  | 18               | 2                    |
| Жінки    | 36      | 12                 | 17               | 7                    |
| Разом    | 64      | 20                 | 35               | 9                    |